# Fülöp Zsolt
Fülöp Zsolt (Nyíregyháza, 1965 –) magyar politikus, vállalkozó, a Társaság az Élhető Szentendréért (TESZ) tagja, 2019. október 13. óta Szentendre polgármestere.

## Élete
1986-ban költözött Szentendrére, ahol 2010-ben a Társaság az Élhető Szentendréért nevű szervezet alapító tagja.
A 2019-es Önkormányzati választásokon a TESZ tagjaként, az ellenzék összjelöltjeként indult, majd meg is nyerte a választásokat.
2024-ben újraválasztották.

### Családja
Nős, három gyermek édesapja.